# Померанцев, Игорь Яковлевич
И́горь Я́ковлевич Помера́нцев (род. 11 января 1948, Саратов) — британский русскоязычный писатель, поэт и журналист.

## Биография
Игорь Померанцев родился 11 января 1948 года в Саратове в семье военного журналиста Якова Израилевича Померанцева (1910—1969), уроженца Одессы, участника Великой Отечественной войны, майора. Мать — Галина Ивановна Погорелова, уроженка Волчанска (Харьковская обл.). Рос в Забайкалье и с 1953 г. в Черновцах. Окончил романо-германский факультет Черновицкого университета. Работал учителем сельской школы в Карпатах, техническим переводчиком в Киеве. До эмиграции опубликовал стихи в журнале «Смена». В самиздате распространялись стихи и повесть «Читая Фолкнера» (опубликована в журнале «Синтаксис», 1979, № 5).
Эмигрировал в Германию в 1978 году, с 1983 г. — гражданин Великобритании.
В радиожурналистике — с 1980 года (Русская служба «Би-Би-Си»), на «Радио Свобода» с 1987 года, с 1995 года — в Праге. Редактор и ведущий радиожурнала «Поверх барьеров» и воскресной передачи «Красное сухое».
Автор радиопьес «Любовь на коротких волнах», «Любимцы господина Фабра», «Баскская собака», «Вы меня слышите?».
Первый лауреат Премии имени Вяземского, учреждённой альманахом «Urbi».
Его сын — британский писатель Питер Померанцев — автор книги «Nothing Is True and Everything Is Possible: The Surreal Heart of the New Russia», 2014.
Снял (в соавторстве с Лидией Стародубцевой) документальные фильмы «Шов. Психолог на войне», «Ампутация», «Время истекло», «Вино убивает» и др.
Лауреат Царскосельской художественной премии (2013). 
Книга «МОЕ ПЕРВОЕ БОМБОУБЕЖИЩЕ»  вошла в шорт-лист Премии «Дар» (2025).